# Sándor Rozsnyói
Sándor Rozsnyói (24. listopadu 1930 Zalaegerszeg – 2. září 2014 Sydney) byl maďarský atlet, běžec specializující se na 3000 metrů překážek. V roce 1954 se na této trati stal mistrem Evropy.

## Sportovní kariéra
Zvítězil ve finále běhu na 3000 metrů překážek na mistrovství Evropy v Bernu v roce 1954, kde vytvořil první oficiální světový rekord na této trati časem 8:49,6. Před odletem na olympiádu v Melbourne tento rekord (mezitím několikrát překonaný) vylepšil 16. září 1956 v Budapešti na 8:35,6. Na olympiádě o několik týdnů později vybojoval v této disciplíně stříbrnou medaili. Po krvavém potlačení maďarského povstání se nevrátil do vlasti a žil v Rakousku. Zde vytvořil rakouský rekord v běhu na 5000 metrů časem 14:16,8, na evropském šampionátu ve Stockholmu v roce 1958 však startovat nemohl.